# Marie Laguerre
Marie Laguerre (1996) és una estudiant d'enginyeria francesa. El 24 de juliol de 2018 fou assetjada i agredida a la sortida d'un restaurant de París per un jove de 25 anys; primer es va dirigir a ella dient-li obscenitats i quan ella va respondre li va llençar un cendrer al cap. El vídeo de l'agressió, gravat per les càmeres del restaurant, fou penjat a les xarxes i es va fer viral, provocant una gran indignació a França, així com un gran debat sobre l'assetjament al carrer. L'agressor, que no va mostrar cap signe de penediment, fou detingut i condemnat a un any i mig de presó, amb llibertat vigilada durant 12 mesos, una multa de 2.000 euros per danys morals i la prohibició de contactar amb ella.
Arran dels fets, ha creat la pàgina web noustoutesharcelement.fr i ha utilitzat el hashtag #TaGueule per recopilar a twitter històries de dones que hagin patit agressions o assetjaments similars. El seu cas va impulsar a l'Assemblea Nacional Francesa a aprovar una llei on es penalitza l'anomenat "assetjament al carrer" amb multes de fins a 750 euros. El 2018 fou inclosa a la llista 100 Women BBC.